# 李起鹏
李起鵬（1896年12月20日—1960年4月28日），号晩松（만송），本贯全州李氏，大韓民国政治家。曾任李承晚总统的秘书、国防部部長、首爾市长、国会议长。朝鲜太宗的次子孝宁大君（李補）的后代，兴宣大院君的亲信、牵连“壬午军乱”被賜死的李會正的曾孙。

## 生平
於漢城（今首尔特別市）出生。曾入读延喜专门学校（現延世大学），中輟。后到美国半工半读，於愛荷華大學毕业。1934年归国，1945年担任李承晩的秘书，进入政界，1948年担任总统秘書室長，1949年担任汉城市長。1951年的国民防卫军事件中，国防部部長申性模被解职，李起鵬继任部長。同年参与创建自由党，1954年6月9日当选第3届国会议长，主导四舍五入改宪，被视为李承晚总统的接班人，其宅邸被揶揄为「西大門景武台」（景武台為青瓦台的前身，即總統府）。
1956年参加副总统竞选失败，1960年再次参加副总统选举并当选，后因总统选举中的舞弊被曝光，引发4·19运动而辞职。当年4月28日凌晨，李起鵬与夫人朴玛利亞、次子李康郁被长子李康石（陸軍少尉，為李承晩的養子）用手枪杀害，李康石自己也随后自杀。
李起鵬的家宅被政府收回，建为「4·19革命纪念图书馆」。